# 砷钇铜石
砷钇铜石（英語：Agardite）是由砷钇铜石-(Y)，砷钇铜石-(Ce)，砷钇铜石-(Nd)、和砷钇铜石-(La)組成的礦物組。，是含稀土元素（REE）和銅的水合砷酸鹽，化學式為(REE,Ca)Cu6(AsO4)3(OH)6•3H2O，結構中亦含釔、鈰、釹、鑭以及微量其他稀土元素。砷钇铜石-(Y)分佈最多，屬六方晶系，呈針狀黃綠色晶體。砷钇铜石礦物是砷铋铜石(mixite )結構族的一員，其化學通式為Cu2+6A(TO4)3(OH)6•3H2O，其中A為稀土元素、Al、Ca、Pb或Bi，T為P 或As。除了四種砷钇铜石礦物外，砷铋铜石（mixite）礦物組的其他成員是磷钙铜石(calcipotersite)，砷钇铝铜石（goudeyite），petersite-（Ce）， petersite-（Y）， plumboagardite 和扎水羟砷铜石（zálesíite）。

## 發現
砷钇铜石是在摩洛哥Djebel Sarhro的Bou Skour礦中被發現的第一個砷钇铜石族礦物。。1969年Dietrich以法國地質學家Jules Agard的名字命名。。

### 產地
已知產地包括德國， 捷克共和國， 希臘，意大利， 日本， 納米比亞， 波蘭， 西班牙， 瑞士，英國、 和美國 等地。